# Ariathisa coelenoptera
Ariathisa coelenoptera är en fjärilsart som beskrevs av Oswald Beltram Lower 1915. Ariathisa coelenoptera ingår i släktet Ariathisa och familjen nattflyn. Inga underarter finns listade i Catalogue of Life.